# مسجد چهکندوک
مسجد چهکندوک مربوط به دوره قاجار است و در شهرستان سربیشه، روستای چهکندوک واقع شده و این اثر در تاریخ ۱۰ مهر ۱۳۸۰ با شمارهٔ ثبت ۳۹۷۵ به‌عنوان یکی از آثار ملی ایران به ثبت رسیده است.